# 원창묵
원창묵(元昌默, 1960년 12월 10일~)은 대한민국의 정치인이다. 제29·30·31대(민선5·6·7기) 강원특별자치도 원주시장이다.

## 학력
- 명륜국민학교 졸업
- 원주중학교 졸업
- 원주고등학교 졸업
- 중앙대학교 건축학과 학사
- 중앙대학교 건축대학원 도시공학과 졸업(도시공학 석사)

## 경력
- 건축사사무소 예원 대표이사[1]
- 제2·3대 강원도 원주시의회 의원(예산결산위원회 위원장/산업건설위원회/기업유치위원회 의원)
- 강원도 교통영향평가위원회 위원
- 지역발전위원회 자문위원회 위원
- 세명대학교 건축과 겸임교수
- 민주당 강원도당  원주시 지역위원회 위원장
- 수도권전철추진위원회 위원장
- 원주시 사회복지협의회 이사
- 21세기정책연구소 소장
- 강원도 철인3종경기연맹 회장
- 2010.07~2022.01 : 제29·30·31대(민선 5·6·7기) 강원도 원주시장(3선)
- 2018.09~2020.09 : 전국시장·군수·구청장협의회 지역공동회장 겸 강원 협의회장
- 2022년 3월21일: 2022년 전국동시지방선거-광역지방자치장 (강원도지사) 더불어민주당 예비후보[2]
- 2022년 7월 ~ 2024년 5월: 더불어민주당 강원특별자치도당 원주시 갑 지역위원회 위원장

## 범죄전력
- 공직선거및선거부정방지법위반: 벌금 90만원 - 2002년 선고[3]
- 건축법위반: 벌금 200만원 - 2004년 10월 4일 선고[4]
- 건설기술관리법위반, 건설산업기본법위반: 벌금 200만원 - 2007년 5월 23일 선고[4]
- 공직선거법위반: 벌금 70만원 - 2007년 9월 7일 선고[3]

### 선거후보자 전과 미신고
제6회 지방선거를 앞둔 2014년 5월 강원 원주시장 예비후보 등록 당시 건설산업기본법 위반으로 벌금 200만원을 선고받은 범죄 경력을 해당 선거관리위원회에 신고하지 않고 빠뜨린 혐의(공직선거법 위반)로 불구속 기소되어 2014년 12월 31일 춘천지법 원주지원에서 열린 1심에서 벌금 90만 원의 선고유예를 선고받았다. 검찰이 항소하여 2015년 3월 31일 서울고법 춘천재판부에서 열린 2심에서 원심을 파기한 벌금 90만 원을 선고받았다. 원 시장이 상고하지 않아 형이 확정되었다.

## 역대 선거 결과
|  | 42.29% |

|  | 0% |

|  | 20.61% |

|  | 35.09% |

|  | 47.22% |

|  | 51.50% |

|  | 59.18% |

|  | 42.20% |

|  | 49.28% |